# Carl Schüddekopf

Carl Bernhard Conrad Schüddekopf  (* 25. November 1861 in Halle (Weserbergland); † 30. März 1917 in Weimar) war ein deutscher Germanist, Bibliothekar und Schriftsteller.

## Leben
Er stammte aus einer evangelischen Pfarrerfamilie, besuchte das Gymnasium „Große Schule“ in Wolfenbüttel, studierte von 1880 bis 1884 in Tübingen und Straßburg Philologie und Geschichte und schloss das Studium 1888 mit der Promotion ab. In seiner Dissertation befasste er sich mit Karl Wilhelm Ramler. Neben der Promotion legte er auch ein Staatsexamen ab, das ihn zum Lehrer in Deutsch, Geschichte, Geographie, Latein und Englisch qualifizierte. Er unterrichtete an den Gymnasien in Wolfenbüttel und Braunschweig und war 1886–1889 Hauslehrer in London. 1896 bis 1913 war er Assistent am Goethe-Schiller-Archiv in Weimar und ab 1899 Generalsekretär der Gesellschaft der Bibliophilen. In Weimar erarbeitete er einen alphabetischen Katalog der Bibliothek Goethes. Ein systematischer Teil dieses Kataloges blieb unvollendet. Er war Herausgeber von Texten deutscher Dichter der Aufklärung und Klassik und arbeitete an der Weimarer Ausgabe der Werke Goethes mit. Ab 1913 war er beim Verlag Georg Müller in München tätig. Seine Bibliothek wurde 1938 durch das Antiquariat von Martin Breslauer versteigert.
Der Journalist, Rundfunkredakteur und Editor Jürgen Schüddekopf (1909–1962) war sein Sohn, der unter anderem 1947 die Leitung des Nachtprogramms aus dem Funkhaus Hamburg des NWDR übernommen hatte. 